# FC Mondercange
Fotbal Club Mondercange este o echipă de fotbal din orașul Mondercange, în sud-vestul Luxemburgului. Evoluează în Divizia Națională a Luxemburgului.

## Lotul sezonului 2009-2010
| Nr. |            | Poziție | Jucător              |
| --- | ---------- | ------- | -------------------- |
| 1   | Luxemburg  | P       | Pit Theis            |
| 2   | Portugalia | M       | Ricardo Ferreira     |
| 3   | Luxemburg  | F       | Gilles Even          |
| 4   | Franța     | F       | Alex Fus             |
| 5   | Luxemburg  | M       | Michael Simon        |
| 6   | Luxemburg  | M       | Aldin Ramcilovic     |
| 7   | Franța     | M       | François Ribéry      |
| 8   | Luxemburg  | M       | Stéphane Pasqualetto |
| 9   | Franța     | A       | Franklin Prieur      |
| 10  | Franța     | M       | Tarek Kamouni        |
| 11  | Franța     | A       | Benjamin Hégué       |
| 12  | Luxemburg  | P       | Marc Depienne        |
| 13  | Luxemburg  | M       | Geoffrey Croughs     |

| Nr. |           | Poziție | Jucător           |
| --- | --------- | ------- | ----------------- |
| 14  | Luxemburg | F       | Gilles Meurisse   |
| 15  | Franța    | M       | Fabien Vidalon    |
| 16  | Franța    | F       | Ousmane Niabaly   |
| 17  | Luxemburg | A       | Ilario Deidda     |
| 18  | Franța    | F       | Frank Houssou     |
| 19  | Franța    | F       | Kader Mekhtoub    |
| 20  | Luxemburg | A       | Ricardo Thom      |
| 21  | Luxemburg | M       | Paulo Pinto       |
| 22  | Luxemburg | P       | Sacha Mersch      |
| 23  | Franța    | A       | Mourad Kermaoui   |
| 26  | Luxemburg | F       | Kevin Ruppert     |
| 28  | Brazilia  | A       | André Neves Fitas |